# Simmenthal-II-Entscheidung
In der Entscheidung Simmenthal II von 1978 äußerte sich der Europäische Gerichtshof zum Vorrang des Unionsrechts und die Verwerfungskompetenz nationaler Gerichte bei Recht, das gegen Unionsrecht verstößt. Das Urteil schloss an die Grundsatzentscheidung Costa/ENEL und an Internationale Handelsgesellschaft an. Der Gerichtshof erklärte, dass jedes nationale Gericht unionsrechtswidriges nationales Recht für unanwendbar erklären könne.

## Sachverhalt
Das Unternehmen Simmenthal musste beim Grenzübergang wegen gesundheitspolizeilicher Untersuchungen Steuern zahlen. Dies erklärte der EuGH im Simmenthal I Urteil auf Vorlage des zuständigen italienischen Gerichts für unionsrechtswidrig. Als die italienische Finanzverwaltung Einspruch erhob, legte das italienische Gericht erneut vor mit der Frage, ob es denn auch befugt sei, das nationale Recht für unanwendbar zu erklären, oder ob dafür diese Kompetenz beim Verfassungsgerichtshof liege, der seine eigene Verwerfungskompetenz betont hatte.

## Urteil des EuGH
Der EuGH machte wiederum einige grundsätzliche Ausführungen und betonte, wie es auch in Costa/ENEL schon angelegt war, dass der lex-posterior-Grundsatz gegenüber Unionsrecht keine Anwendungen finden könne, weil andernfalls die einheitliche Anwendbarkeit auf dem Spiel stünde. Außerdem erklärte er zum ersten Mal explizit, dass jedes nationale Gericht unionsrechtswidriges nationales Recht für unanwendbar erklären könne. Verwerfungsmonople nationaler Verfassungsgerichte änderten daran nichts. Begründet wird diese Entscheidung wiederum mit dem Effet-utile-Grundsatz, der der effektiven Wirkung des Unionsrechts zur Geltung verhelfen soll.